# ساموئل کوسیان
ساموئل نُرایری کوسیان (ارمنی: Սամվել Նորայրի Կոսյան؛  زادهٔ ۲۴ ژانویهٔ ۱۹۴۷ شاعر، مترجم، روزنامه‌نگار، نمایشنامه‌نویس اهل ارمنستان است.

## زندگی‌نامه
وی در ۲۴ ژانویه ۱۹۴۷ در ایروان به دنیا آمد و از دانشگاه دولتی ایروان فارغ‌التحصیل گشت. وی عضو اتحادیه نویسندگان ارمنستان بود. وی در Գրական فعالیت می‌کرد همچنین برندهٔ جوایزی همچون مدال طلای وزارت فرهنگ جمهوری ارمنستان شده‌است.